# Барнет, Ольга Борисовна
О́льга Бори́совна Ба́рнет (3 сентября 1951, Москва, СССР — 25 июня 2021, там же, Россия) — советская и российская актриса театра и кино, народная артистка Российской Федерации (1998).

## Биография
Родилась в семье кинорежиссёра Бориса Васильевича Барнета и актрисы Аллы Александровны Казанской.
Окончила Высшее Театральное училище имени Б. В. Щукина в 1972 году (курс А. И. Борисова) и была принята в труппу Московского художественного театра, перейдя после раскола в МХТ имени А. П. Чехова. На протяжении полувека была одной из ведущих актрис, сыграла десятки ролей. Исполняла роли в спектаклях «Три сестры» Олега Ефремова, «Господа Головлевы» Льва Додина, «Тамада» Камы Гинкаса, «Копенгаген» Миндаугаса Карбаускиса.
Кроме МХТ им. А.П. Чехова, играла в Театре Олега Табакова.
В ноябре 2017 года перевезла прах отца из Риги в Москву и похоронила на Новодевичьем кладбище, рядом с мамой Аллой Казанской.
Скончалась после продолжительной болезни. Прах захоронен в могиле родителей в Москве на Новодевичьем кладбище.
Бывший муж — Вале́рий Влади́мирович Фо́кин (род. 1946), советский и российский режиссёр, актёр и педагог. Художественный руководитель Национального драматического театра России (Александринского театра) с 2003 года. Вместе учились в Щукинском училище. Студенческий брак, который продлился недолго.
Детей не было.

## Творчество

### Роли в театре

#### МХАТ
- 1971 — «Дульсинея Тобосская» А. М. Володина — Маска
- «Синяя птица» Мориса Метерлинка — Фея
- «Валентин и Валентина» М. М. Рощина — Дина, Женя
- «Медная бабушка» Л. Г. Зорина — Карамзина
- 1984 — «Господа Головлёвы» М. Е. Салтыкова-Щедрина. Режиссёр — Лев Додин — Любинька
- 1986 — «Тамада" А. М. Галина режиссёр — Кама Гинкас
- 1987 — «Так победим» М. Ф. Шатрова — Гляссер М. И., личный секретарь Ленина по Политбюро

#### Московский Художественный театр имени А. П. Чехова
- 1988 — «Кабала святош» М. А. Булгакова — Риваль
- 1990 — «Иванов» А. П. Чехова — Авдотья Назаровна (Возобновление спектакля 1976 года)
- 1990 — «Яма» по роману А. И. Куприна — Ровинская
- 1992 — «Горе от ума» А. С. Грибоедова — Графиня-внучка
- «Московский хор» Л. С. Петрушевской — Люба
- 1994 — «Мишин юбилей» Р. Никсона и А. И. Гельмана — Мери
- 1997 — «Три сестры» А. П. Чехова — Ольга
- 1999 — «И свет во тьме светит» Л. Н. Толстого — Каховская
- «Женитьба» Н. В. Гоголя — Арина Пантелеймоновна
- 2001 — «Ю» О. Мухиной — Елизавета Сергеевна
- 2002 — «Священный огонь» по С. Моэму — Миссис Тэбрет
- 2003 — «Копенгаген» М. Фрейна. Режиссёр — Миндаугас Карбаускис — Маргарет Бор
- 2003 — «Последняя жертва» А. Н. Островского — Глафира Фирсовна
- 2003 — «Последняя ошибка Моцарта» Д. Минченока — жена композитора Сальери
- 2006 — «Учитель словесности» В. Семеновского на темы Ф. К. Сологуба — Варвара
- 2009 — «Пиквикский клуб» по Ч. Диккенсу — миссис Бардль
- 2011 — «Дом» режиссёр Е. Гришковца и А. Матисон. Режиссёр — Сергей Пускепалис — бабушка Игоря

#### Московский театр-студия п/р Олега Табакова
- «Дядя Ваня» А. П. Чехова, режиссёр — Миндаугас Карбаускис — Войницкая Мария Васильевна, вдова тайного советника, мать первой жены профессора
- «Похождение» по поэме Н. В. Гоголя «Мёртвые души», режиссёр — Миндаугас Карбаускис — Дама
- «Безумный день, или Женитьба Фигаро» П.-О. Бомарше — Марселина, ключница
- «Чайка» А. П. Чехова, режиссёр — Миндаугас Карбаускис —
- «Год, когда я не родился» по пьесе В. С. Розова «Кабанчик» —

### Фильмография
- 1972 — Солярис — мать Криса
- 1972 — Перевод с английского — Инга
- 1975 — Время-не-ждёт — Дид Мэссон
- 1975 — Бегство мистера Мак-Кинли — Кэтти Бенсон
- 1979 — Взлёт — жена попечителя
- 1981 — Шляпа — сестра Денисова
- 1981 — Рождённые бурей — Ядвига
- 1981 — Чёрный треугольник — Кэт
- 1982 — Сказки старого Арбата
- 1989 — Зима в раю — мать Кати
- 1992 — Три августовских дня — няня
- 1992 — Гладиатор по найму — Клавдиевна
- 2002 — Неудача Пуаро (телесериал) — миссиc Феррар

## Признание и награды
- Народная артистка Российской Федерации (23 октября 1998 года)[8]
- Заслуженная артистка РСФСР (17 июня 1991 года)[9]